# Luca Postiglione
Luca Postiglione (Napoli, 18 ottobre 1876 – Napoli, 27 agosto 1936) è stato un pittore italiano.

## Biografia
Artista figurativo, è stato anche poeta in vernacolo napoletano. Era figlio d'arte. Infatti lo zio Raffaele fu uno stimato pittore accademico, mentre il padre, Luigi, fu pittore di quadri religiosi e morì quando Luca aveva appena cinque anni. Il fratello, Salvatore Postiglione, lo iniziò all'arte figurativa e fu il suo primo maestro. A sua volta, inizialmente con il fratello Salvatore, avviò successivamente alla pittura il nipote Giovanni Panza che continuò la tradizione pittorica della famiglia.
Le sue tematiche preferite furono scene di genere, ritratti muliebri e soggetti di vita popolare, con particolare caratterizzazione della figura, trattata con robusto realismo.
Partecipò alla Promotrice napoletana dal 1896 al 1911 e in quell'anno fu premiato con medaglia d'argento.
Partecipò, con Vincenzo Migliaro e altri importanti pittori napoletani, alla realizzazione degli affreschi, tuttora presenti, nel Caffè Gambrinus di Napoli.
Il suo dipinto "La madre" è presso l'Amministrazione provinciale di Napoli.